# اسپرانتویو

اسپرانتویو

اسپرانتویو (به اسپرانتو: Esperantujo)، یا اسپرانتیو (به اسپرانتو: Esperantio)، به معنی «سرزمین اسپرانتو»، اصطلاحی است که اسپرانتیست‌ها از آن برای نامیدن جامعه اسپرانتو و فعالیت‌های صورت گرفته درباره این زبان به کار می‌برند. هنگامی که دو نفر به زبان اسپرانتو با هم صحبت می‌کنند گفته می‌شود که آنها در اسپرانتویو هستند.

## واژه‌شناسی
این واژه به گونه‌ای ساخته شده است که واژگان سرزمین و قومیت‌ها در زبان اسپرانتو ساخته می‌شوند. این کار در اسپرانتو با افزودن پسوند -ujo به واژه قومیت مورد نظر صورت می‌گیرد. به عنوان مثال، Francujo به معنی سرزمین مردمان فرانسوی است.
با این روش می‌بایست این نام را برای اسپرانتو به صورت اسپرانتیستویو (Esperantistujo) انتخاب می‌کردند اما این کار صورت فیزیکی اسپرانتیست‌ها را در نظر گرفته ولی بکارگیری نام خود زبان به صورت اسپرانتویو به سرزمین فرهنگ اسپرانتو دلالت دارد.

## تاریخ
در سال ۱۹۰۸، دکتر ویلیام مولی در منطقه مورسنت بی‌طرف ملیتی برای اسپرانتیست‌ها با نام Amikejo (به معنی سرزمین دوستی زیاد) تشکیل داد که پس از الحاق این منطقه به کشور بلژیک طبق پیمان ورسای در ۱۹۱۹، معلوم نیست چه بر سر آن آمد.

## جغرافیا

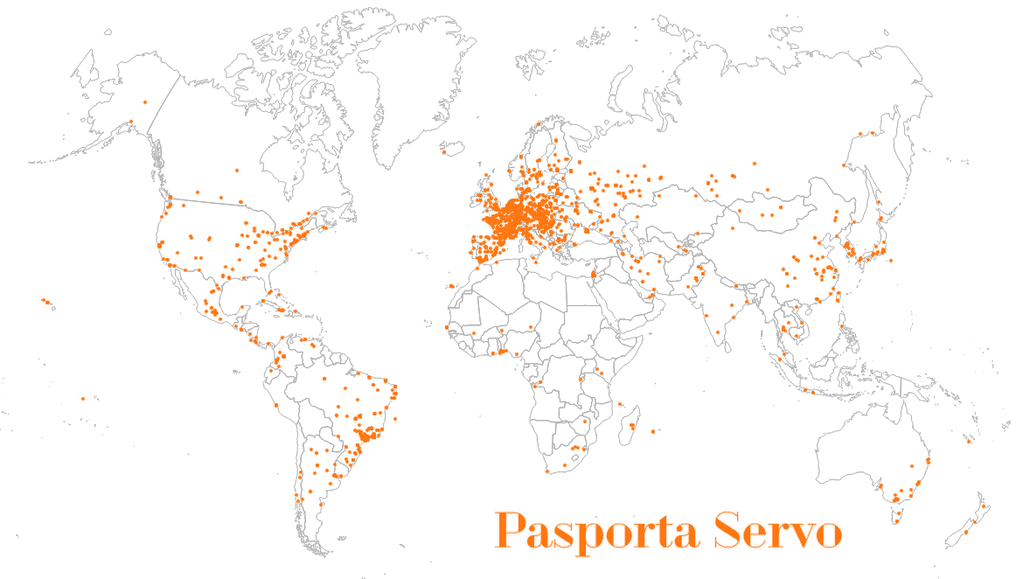
خدمات گذرنامه‌ای

## سیاست

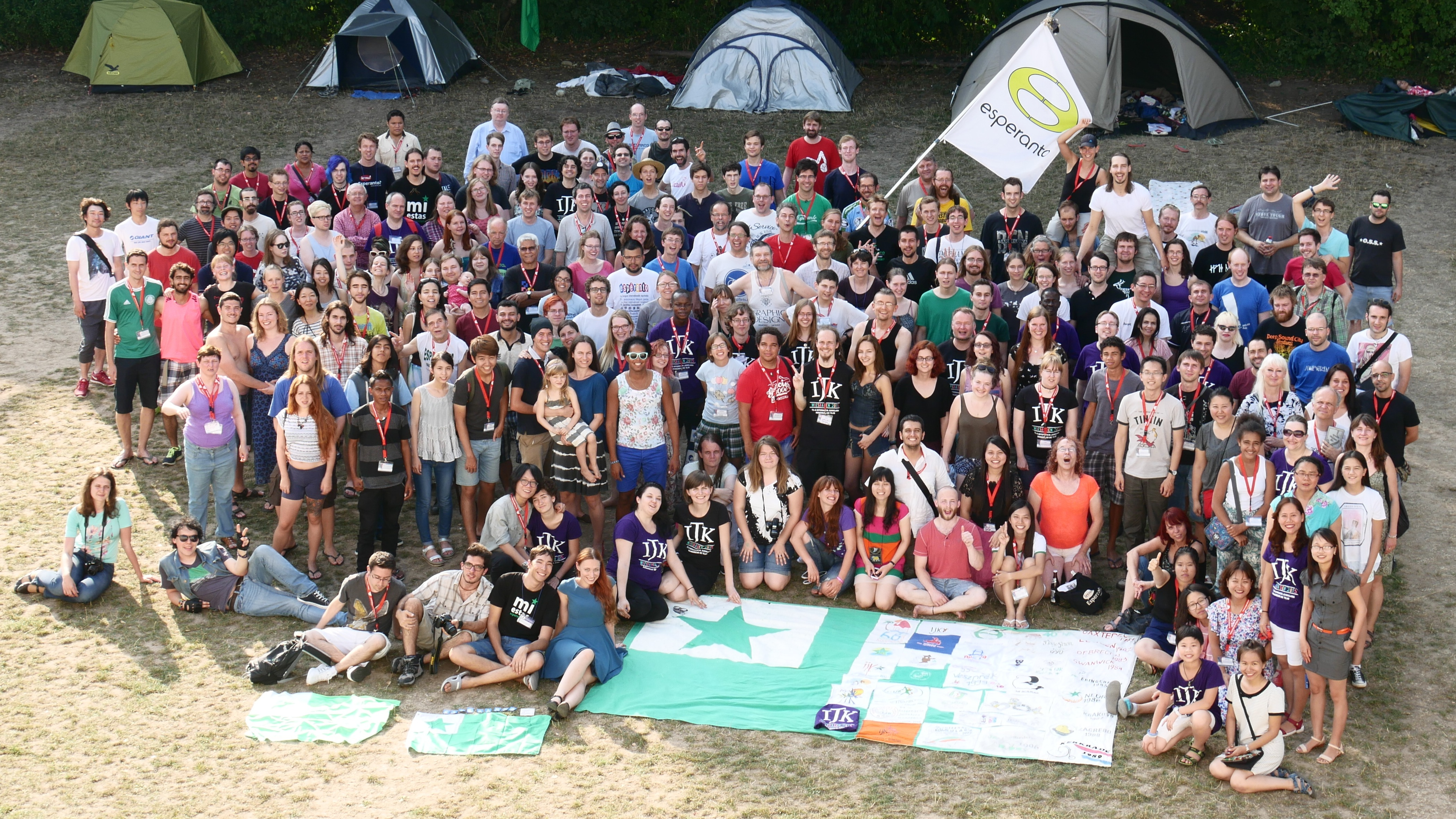
کنگره بین‌المللی جوانان اسپرانتودان